# دونتی (دهانه)
دونتی یک دهانه برخوردی در ماه‌ است.

## دهانه‌های اقماری
این دهانه ۵ دهانه اقماری دارد.
| Donati | عرض جغرافیایی | طول جغرافیایی | قطر          |
| ------ | ------------- | ------------- | ------------ |
| A      | ۱۹.۶° S       | ۴.۵° E        | ۹.۰ کیلومتر  |
| C      | ۱۹.۹° S       | ۳.۴° E        | ۸.۰ کیلومتر  |
| B      | ۲۰.۴° S       | ۵.۷° E        | ۱۱.۰ کیلومتر |
| D      | ۲۲.۱° S       | ۵.۸° E        | ۵.۰ کیلومتر  |
| K      | ۲۱.۱° S       | ۶.۸° E        | ۱۳.۰ کیلومتر |